# Pohlia robertsonii
Pohlia robertsonii là một loài rêu trong họ Bryaceae. Loài này được Shevock & A.J. Shaw mô tả khoa học đầu tiên năm 2005.